# Leuenberger Konkordie
Die Konkordie reformatorischer Kirchen in Europa, kurz Leuenberger Konkordie, (englisch Agreement between Reformation churches in Europe (Leuenberg Agreement), französisch Concorde entre Eglises issues de la Réforme en Europe (Concorde de Leuenberg)), abgekürzt meist LK, ist ein ökumenisches Dokument, das 1973 im Tagungshaus Leuenberg in Hölstein bei Liestal (Kanton Basel-Landschaft) verabschiedet wurde. Ihr Ziel war, die Kirchenspaltung zwischen den reformierten und den lutherischen Kirchen zu beenden und Kirchengemeinschaft unter den lutherischen, reformierten und unierten Kirchen in Europa herzustellen. Damit wurde sie zum Gründungsdokument der Gemeinschaft Evangelischer Kirchen in Europa.

## Vorgeschichte und Entstehung
Aufgrund des Abendmahlsstreits der Reformatoren Martin Luther und Huldrych Zwingli hatte es über Jahrhunderte keine Abendmahlsgemeinschaft zwischen Lutheranern und Reformierten gegeben. Auch nach der Gründung der Evangelischen Kirche in Deutschland blieb es zunächst dabei, dass die Lutheraner keine allgemeine Einladung an reformierte Christen aussprechen wollten. Die nach zehnjähriger Arbeit 1957 vorgelegten und 1962 ergänzten Arnoldshainer Abendmahlsthesen wurden von den lutherischen Kirchen nicht rezipiert. So lag es nahe, die Lösung auf internationaler Ebene zu suchen und sich an die Gespräche anzuschließen, die seit 1955 auf Initiative der Kommission für Glauben und Kirchenverfassung des Ökumenischen Rats der Kirchen auf europäischer Ebene geführt wurden. Die erste Gesprächsreihe (1955–1960) hatte eher allgemeine Annäherungen ergeben; die „Schauenburger Gespräche“ (1964–1967) endeten dagegen mit einem Abschlussbericht, der als Ziel bereits die Kirchengemeinschaft auf Grundlage einer „von den Kirchen zu ratifizierende[n] gemeinsame[n] theologische[n] Erklärung“ benannte.
An einer solchen Erklärung arbeiteten ab April 1969 offizielle Delegierte der meisten evangelischen Kirchen Europas in Arbeitsgruppen und regelmäßigen Plenartagungen auf dem Leuenberg. Im Sommer 1970 wurde ein Bericht über Kirchengemeinschaft und Kirchentrennung veröffentlicht, der Kirchengemeinschaft als „Tatzeugnis von der in Christus geglaubten Einheit der Kirche“ definierte (Nr. 14) und ihre Voraussetzungen genauer entwickelte. Die theologische Grundlegung ist vor allem auf den deutschen Lutheraner Wenzel Lohff zurückzuführen, der (neben Max Geiger, Marc Lienhard, Joachim Staedtke und Horst Lahr) als einer der Hauptautoren der Konkordie anzusehen ist. Im Herbst 1971 wurde der „Entwurf einer Konkordie reformatorischer Kirchen in Europa“ an die beteiligten Kirchen versandt und im März 1973 auf der Grundlage von deren Stellungnahmen überarbeitet. Von den 39 an der Schlussabstimmung beteiligten Theologen enthielten sich vier, Gegenstimmen gab es nicht.

## Inhalt
In insgesamt 49 Paragraphen benennt die Konkordie zunächst das Ziel und stellt die Voraussetzungen für die Kirchengemeinschaft dar (Präambel und Teil I), entfaltet dann das gemeinsame Verständnis des Evangeliums einschließlich der gemeinsamen Auffassung von Taufe und Abendmahl und erklärt die gegenseitigen Verwerfungen der reformatorischen Bekenntnisschriften als heute nicht mehr zutreffend (Teil III). Im vierten Abschnitt wird auf dieser Grundlage Kirchengemeinschaft erklärt, die Kanzel- und Abendmahlsgemeinschaft, die gegenseitige Anerkennung der Ordinationen und die Verpflichtung zur „möglichst große[n] Gemeinsamkeit in Zeugnis und Dienst an der Welt“ einschließt (§ 29). Die Verwirklichung der Kirchengemeinschaft wird unter den Überschriften „Zeugnis und Dienst“, „Theologische Weiterarbeit“, „Organisatorische Folgerungen“ und „Ökumenische Aspekte“ ausgeführt.

## Rezeption
Schon nach der Veröffentlichung des Entwurfs und noch einmal nach Veröffentlichung des Textes kam Kritik von lutherischer Seite auf; sowohl aus den altlutherischen Kirchen (die freilich gar nicht an der Ausarbeitung beteiligt oder zur Unterzeichnung eingeladen waren) als auch von Theologen aus deutschen Landeskirchen (Ernst Sommerlath, Jörg Baur) und skandinavischen Volkskirchen (Leiv Aalen, Tuomo Mannermaa). Auch die Bischöfe Hermann Dietzfelbinger, Oskar Sakrausky und Johann Gottfried Maltusch lehnten die Konkordie ab, was die Zustimmung ihrer Kirchen verzögerte.
Bis April 1976 hatten jedoch 69 der 88 angesprochenen Kirchen die Unterzeichnung vollzogen. Bis heute (Stand Januar 2020) sind es 98 Kirchen, die die Konkordie unterzeichnet haben, von denen einige jedoch mittlerweile miteinander fusioniert sind.
Die Verpflichtung zur Vertiefung der Gemeinschaft wurde zunächst nur durch eine Fortsetzung der theologischen Lehrgespräche verwirklicht. Mit der Zeit aber entwickelte sich aus der Zusammenarbeit die Gemeinschaft Evangelischer Kirchen in Europa (GEKE), bis 2003 Leuenberger Kirchengemeinschaft. Zu ihr gehören neben den Unterzeichnern der Leuenberger Konkordie auch sieben methodistische Kirchen Europas, die nicht den Text der Konkordie unterzeichneten, sondern 1997 auf der Grundlage einer „Gemeinsamen Erklärung zur Kirchengemeinschaft“ beitraten.

## Ausgaben des Textes (Auswahl)
- Konkordie reformatorischer Kirchen in Europa (Leuenberger Konkordie) = Agreement between reformation churches in Europe. Mit einer Einleitung (zweisprachig) von Friedrich-Otto Scharbau. Hrsg. von Wilhelm Hüffmeier im Auftrag des Exekutivausschusses für die Leuenberger Lehrgespräche. Lembeck, Frankfurt am Main 1993, ISBN 3-87476-292-0 (Dreisprachige Ausgabe).
- Harding Meyer, Damaskinos Papandreou, Hans Jörg Urban, Lukas Vischer (Hrsg.): Dokumente wachsender Übereinstimmung. Sämtliche Berichte und Konsenstexte interkonfessioneller Gespräche auf Weltebene. Band 3. 1990–2001. Paderborn / Leipzig 2003, ISBN 978-3-89710-256-9, S. 724–731.
- Georg Plasger, Matthias Freudenberg (Hrsg.): Reformierte Bekenntnisschriften. Eine Auswahl von den Anfängen bis zur Gegenwart. Göttingen 2005, S. 251–258.
- Michael Bünker, Martin Friedrich (Hrsg.): Konkordie reformatorischer Kirchen in Europa. (Leuenberger Konkordie) = Agreement between Reformation Churches in Europe (Leuenberg Agreement) = Concorde entre Eglises issues de la Réforme en Europe (Concorde de Leuenberg). Leipzig 2013.